# NGC 4883
NGC 4883 est une galaxie lenticulaire située dans la constellation de la Chevelure de Bérénice. Sa vitesse par rapport au fond diffus cosmologique est de 8 418 ± 19 km/s, ce qui correspond à une distance de Hubble de 124,2 ± 8,7 Mpc (∼405 millions d'al). NGC 4883 a été découvert par l'astronome prussien Heinrich Louis d'Arrest en 1865.

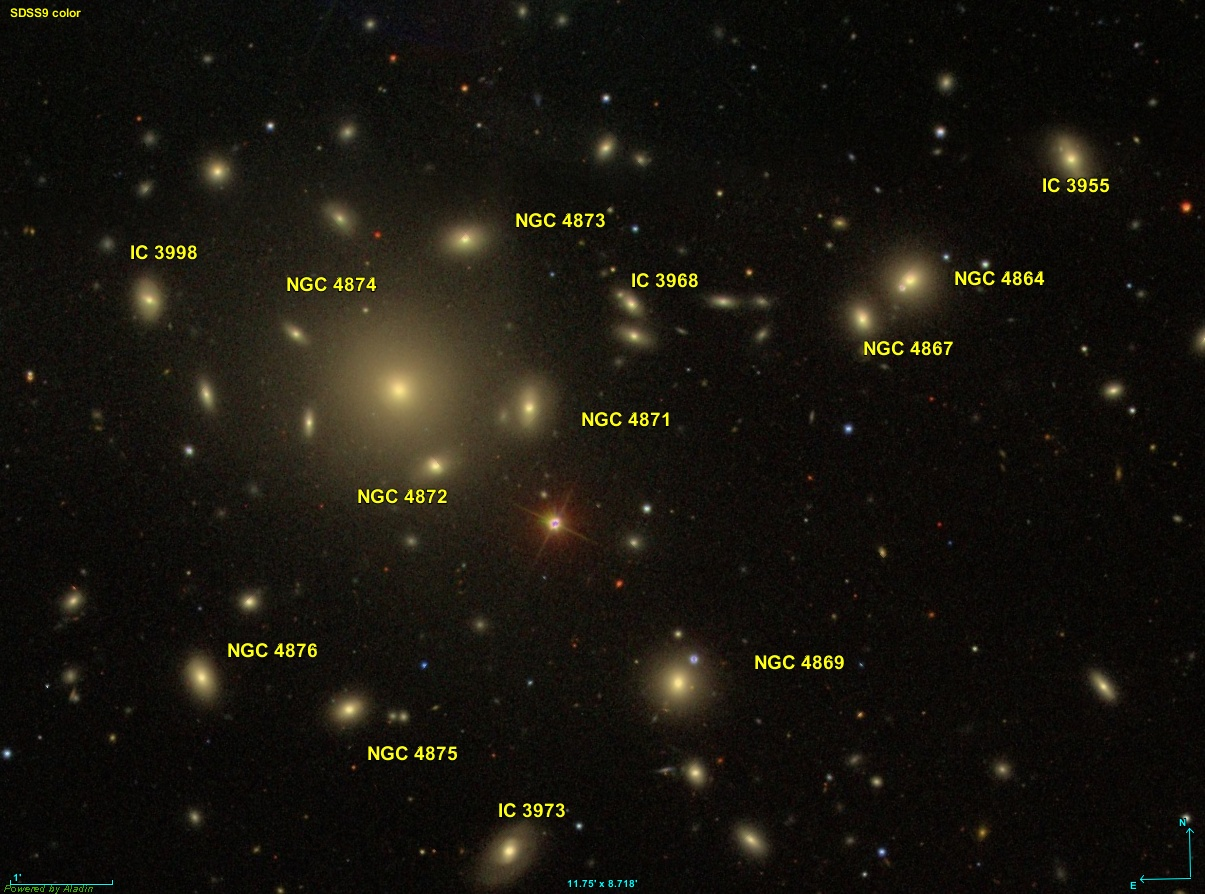
De nombreuses galaxies se trouvent dans la même région de la sphère céleste que NGC 4883, mais selon les sources consultées peu d'entre elles font partie d'un groupe de galaxies. Elles sont cependant à l'intérieur de l'amas de la Chevelure de Bérénice.

à ce jour, six mesures non basées sur le décalage vers le rouge (redshift) donnent une distance de 90,867 ± 17,844 Mpc (∼296 millions d'al), ce qui est à l'extérieur des valeurs de la distance de Hubble, mais compatible avec celles-ci. Notons que c'est avec la valeur moyenne des mesures indépendantes, lorsqu'elles existent, que la base de données NASA/IPAC calcule le diamètre d'une galaxie et qu'en conséquence le diamètre de NGC 4883 pourrait être d'environ 26,2 kpc (∼85 500 al) si on utilisait la distance de Hubble pour le calculer.
La désignation DRCG 27-175 est utilisée par Wolfgang Steinicke pour indiquer que cette galaxie figure au catalogue des amas galactiques d'Alan Dressler. Les nombres 27 et 175 indiquent respectivement que c'est le 27e amas de la liste, soit Abell 1656 (l'amas de la Chevelure de Bérénice), et la 124e galaxie de cet amas. Cette même galaxie est aussi désignée par ABELL 1656:[D80] 175 par la base de données NASA/IPAC, ce qui est équivalent. Dressler indique que NGC 4883 est une galaxie lenticulaire de type E.